# Kóčin
Kóčin (malajálamsky കൊച്ചി) je město na Malabárském pobřeží ve státě Kérala v Indické republice. Má 601 574 obyvatel (2011).

## Historie
Město bylo od roku 1102 centrem nevelkého knížectví a důležitým obchodním střediskem Malabárského pobřeží. Roku 1500 se zde usadili Portugalci (vedení Pedrem Cabralem), jako první stálí evropští usedlíci v Indii. Roku 1502 zde Vasco da Gama zřídil faktorii, o rok později tady vystavěl Afonso de Albuquerque pevnost Fort Emmanuel, která byla pojmenována po tehdejším portugalském králi. Portugalská nadvláda trvala do roku 1663, kdy město přešlo do nizozemských rukou. Koncem 18. století oblast ovládli Britové a Nizozemci se roku 1814 vzdali města výměnou za ostrov Bangka.

## Partnerská města
- Menlo Park, Kalifornie, USA
- Norfolk, Virginie, USA
- Pjatigorsk, Rusko